# Neoxolmis
Neoxolmis – rodzaj ptaków z podrodziny wodopławików (Fluvicolinae) w obrębie rodziny tyrankowatych (Tyrannidae).

## Rozmieszczenie geograficzne
Rodzaj obejmuje gatunki występujące w Ameryce Południowej (Brazylia, Boliwia, Paragwaj, Urugwaj, Argentyna i Chile).

## Morfologia
Długość ciała 16,5–23 cm; masa ciała 40–77 g.

## Systematyka
Rodzaj zdefiniował w 1927 roku austriacki ornitolog Carl Eduard Hellmayr w artykule poświęconym katalogowemu spisowi ptaków z Ameryki i przyległych wysp znajdujących się w zbiorach Muzeum Historii Naturalnej w Chicago, opublikowanym w czasopiśmie Publication. Field Columbian Museum. Gatunkiem typowym jest (oryginalne oznaczenie) mniszek przepasany (N. rufiventris).

### Etymologia
- Ixoreus: gr. ιξος ixos ‘jemioła’; rodzaj Orpheus Swainson, 1828 (przedrzeźniacz)[4]. Gatunek typowy (oryginalne oznaczenie): Tyrannus rufiventris Vieillot, 1823.
- Neoxolmis: gr. νεος neos ‘nowy’; rodzaj Xolmis F. Boie, 1826 (mniszek)[5].

### Podział systematyczny
Takson wyodrębniony z Xolmis. Do rodzaju należą następujące gatunki:
- Neoxolmis coronatus (Vieillot, 1823) – mniszek czarnołbisty
- Neoxolmis rubetra (Burmeister, 1860) – mniszek rdzawy
- Neoxolmis salinarum (Nores & Yzurieta, 1979) – mniszek mały
- Neoxolmis rufiventris (Vieillot, 1823) – mniszek przepasany